# François Pétis de la Croix
François Pétis de la Croix (París, 1653 - 4 de diciembre de 1713) fue un orientalista y médico francés.

## Biografía
Nació en París, hijo del intérprete árabe de la Corte francesa. Heredó el empleo de su padre a la muerte de éste, en 1695, y lo transmitió posteriormente a su propio hijo, Alexandre-Louis-Marie. Jean-Baptiste Colbert lo envió a Oriente, donde pasó diez años entre Siria, el Imperio persa y Turquía. Allí estudió los idiomas árabe, persa y turco.
Siguió la carrera diplomática y sirvió brevemente como secretario al embajador francés en Marruecos. Fue también intérprete de las tropas francesas enviadas a Argel, donde contribuyó a alcanzar un tratado de paz cuyo borrador en turco redactó él, y que fue ratificado en 1684. Dirigió las negociaciones con Túnez y Trípoli en 1685 y con Marruecos en 1687: el celo, tacto y manejo lingüístico que demostró en las negociaciones con dichas cortes orientales acabaron por ser recompensados en 1692, cuando se le escogió para la cátedra de árabe en el Colegio de Francia, en la que permaneció hasta su muerte.

## Obra
Obras notables suyas son Historia de Luis XIV, traducido al persa; Los mil y un días; Cuentos persas; Diccionario armenio y latino e Historia de las antigüedades de Egipto. Pero la que más contribuyó a su fama literaria es su excelente traducción al francés de la Zafar Nama o Historia de Tamerlán de Sharafuddin Ali Yazdi (el original data de 1425), que se publicó póstumamente y consta de cuatro volúmenes. Este trabajo, un raro espécimen de historia crítica de Persia, fue compilado bajo los auspicios de Mirza Ibrahim Sultan, hijo del Shah Rukh y nieto de Tamerlán. El único error cometido por Pétis de la Croix en su traducción fue que atribuyó la importante intervención de Ibrahim Sultan en la Zafar Nama al propio Tamerlán.
- Datos: Q561423
- Multimedia: François Pétis de La Croix / Q561423